# Font de Rels
La Font de Rels és una font del terme municipal de Sarroca de Bellera, al Pallars Jussà, dins del territori del poble de Sarroca de Bellera.
Està situada a 818 m d'altitud, a l'extrem sud-est del terme municipal, a la dreta del riu Bòssia, a migdia i a prop de la Borda del Notari, al sud de la carretera N-260, a prop i al nord-oest del Mas de Rossell.